# Хойт-Ценкер Агуй
Хойт-Ценкер Агуй (также Хойт Ценхерийн Агуй, Хойт-Цэнкер Агуй, Сэнгри-агуй; монг. Хойд Цэнхэрийн агуй — «Северная голубая пещера») — пещера-грот со сложной морфологией, сформированная карстовыми полостями в толще пачек мрамора, сланцев и кварцитов верхнего протерозоя. Пещера расположена на правом склоне долины реки Хойт-Ценхер-Гол, в 20 км от её устья, в 90 км от города Ховд, в 25 км на юго-запад от Манхан-сомона, в Монголии. Несколько лет в пещере велись разработки мраморовидного известняка (гипса). Известна своими древними палеолитическими петроглифами.

## Географическое положение
Пещера расположена на правом склоне долины реки Хойт-Ценхер-Гол, в 20 км от её устья, в 90 км от города Ховд, в 25 км на юго-запад от Манхан-сомона. Вход в пещеру, высотой до 10 м, расположен на высоте 60 — 80 м от подножия скалы.

## История исследования пещеры
Пещера впервые была обнаружена скотоводами-аратами. Первые научные обследования проводил в 1925 году монгольский геолог Намнан-Дорж, который сделал ряд зарисовок петроглифов, обнаруженных им. Сделанные зарисовки хранятся в экспозиции Ховдосского исторического музея. Позднее пещеру посетил чешский путешественник Павел Поуха — специалист по ранней средневековой истории монголов. По результатам своего путешествий по Монголии, он выпустил книгу, где рассказывал, помимо прочего, и о пещере, которую он называл — Сэнгри-агуй.
В 1966 году в пещере работала совместная археологическая экспедиция Академии наук СССР и Академии наук МНР под руководством археолога А. П. Окладникова. В состав экспедиции входили: А. П. Деревянко, В. Е. Ларичев, В. В. Волков, И. В. Жалковский, Н. Сэр-Оджав, Д. Дорж и водитель С. А. Алексеев. В 1983 году пещера была вновь обследована советско-монгольской археологической экспедицией под руководством археолога А. П. Деревянко. Также памятник посещала археолог Э. А. Новгородова. В 2001 году в пещере проводила исследования российско-монгольская комплексная археологическая экспедиция под руководством Н. И. Дроздова.

## Пещера и петроглифы
Хойт Ценхерийн Агуй — пещера со сложной морфологией, сформированная карстовыми полостями в толще пачек мрамора, сланцев и кварцитов верхнего протерозоя. Несколько лет в пещере велись разработки мраморовидного известняка (гипса). Сразу у входа на полу, а также в глубине пещеры лежат огромные валуны, которые, по всей вероятности, свалились с потолка во время землетрясения. Завалы камней и пол пещеры покрыты толстым слоем голубиного помёта, который местные жители использовали для обработки кожи. Максимальная высота потолков в пещере — до 20 м. В западной части пещера имеет крутой спуск вниз, здесь же находится расщелина. Восточная часть самая уцелевшая от обвалов, в ней есть несколько ниш, здесь же находятся наскальные рисунки.
Стены и своды ниш с рисунками имеют светло-серый, беловатый цвет, что отличает их от остальных более тёмных стен, а также потолка. Остатки петроглифов также обнаружены у входа в пещеру. Наскальные рисунки, расположенные в глубине пещеры, можно разглядеть только при искусственном освещение. Ниши с рисунками имеют высоту не более 2,5 м, а глубину — не более 2 м, петроглифы в них расположены на потолках и частично на стенах. Рисунки разделены по цвету на две группы, выполненные охрой различной окраски, а также углем — одни имеют тёмно-красный цвет, другие — светло-розовый.

Стены пещеры
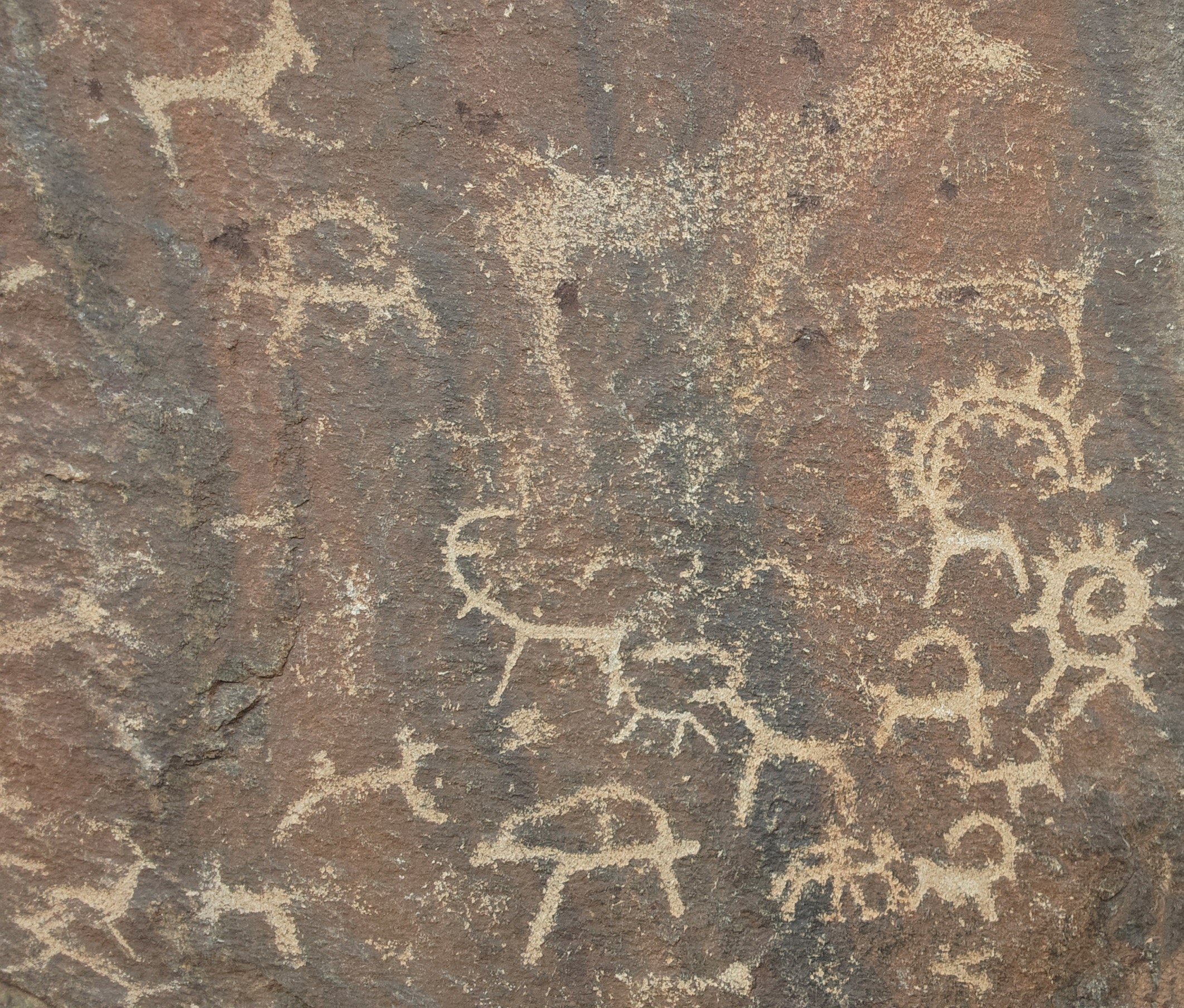
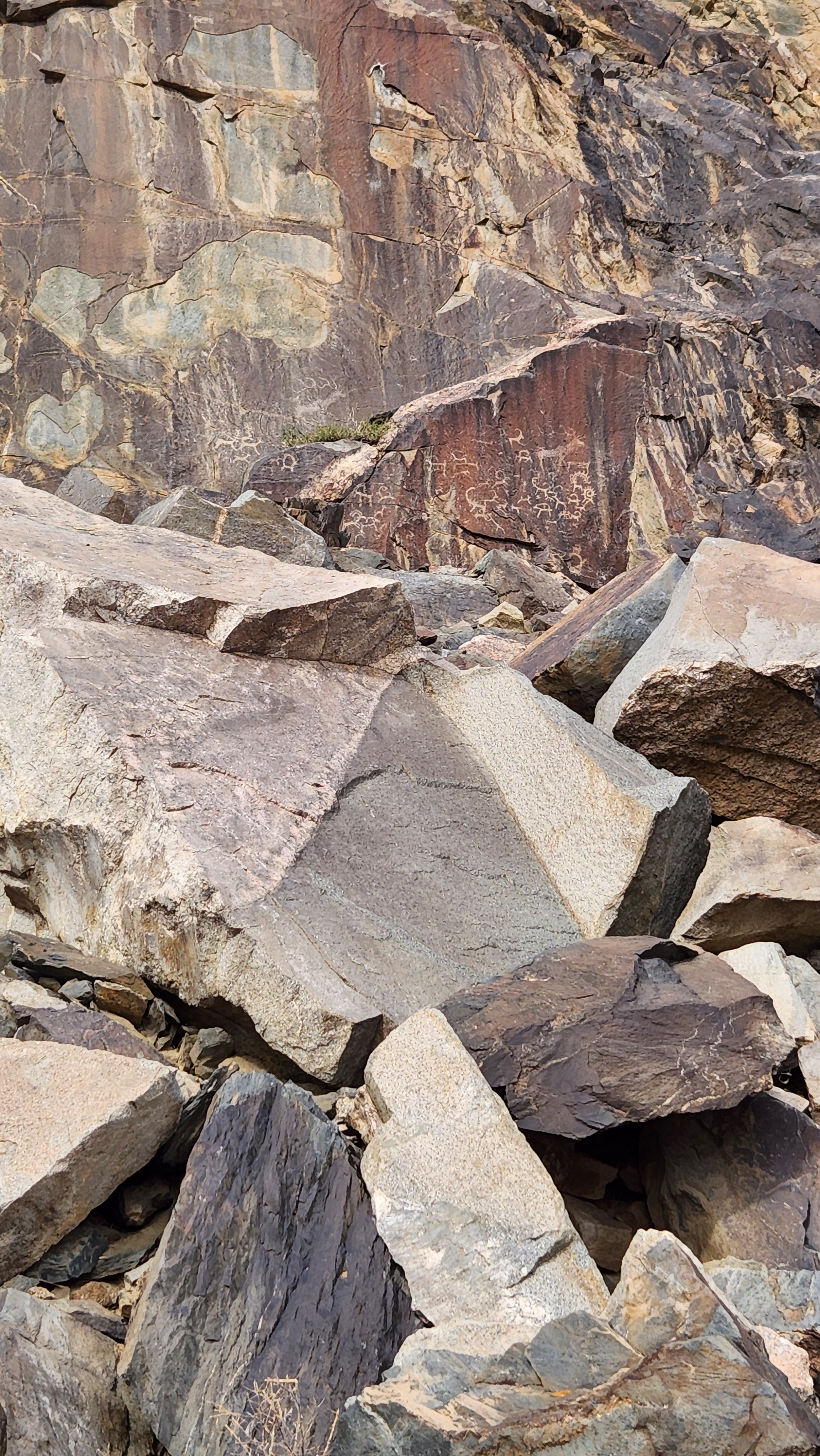
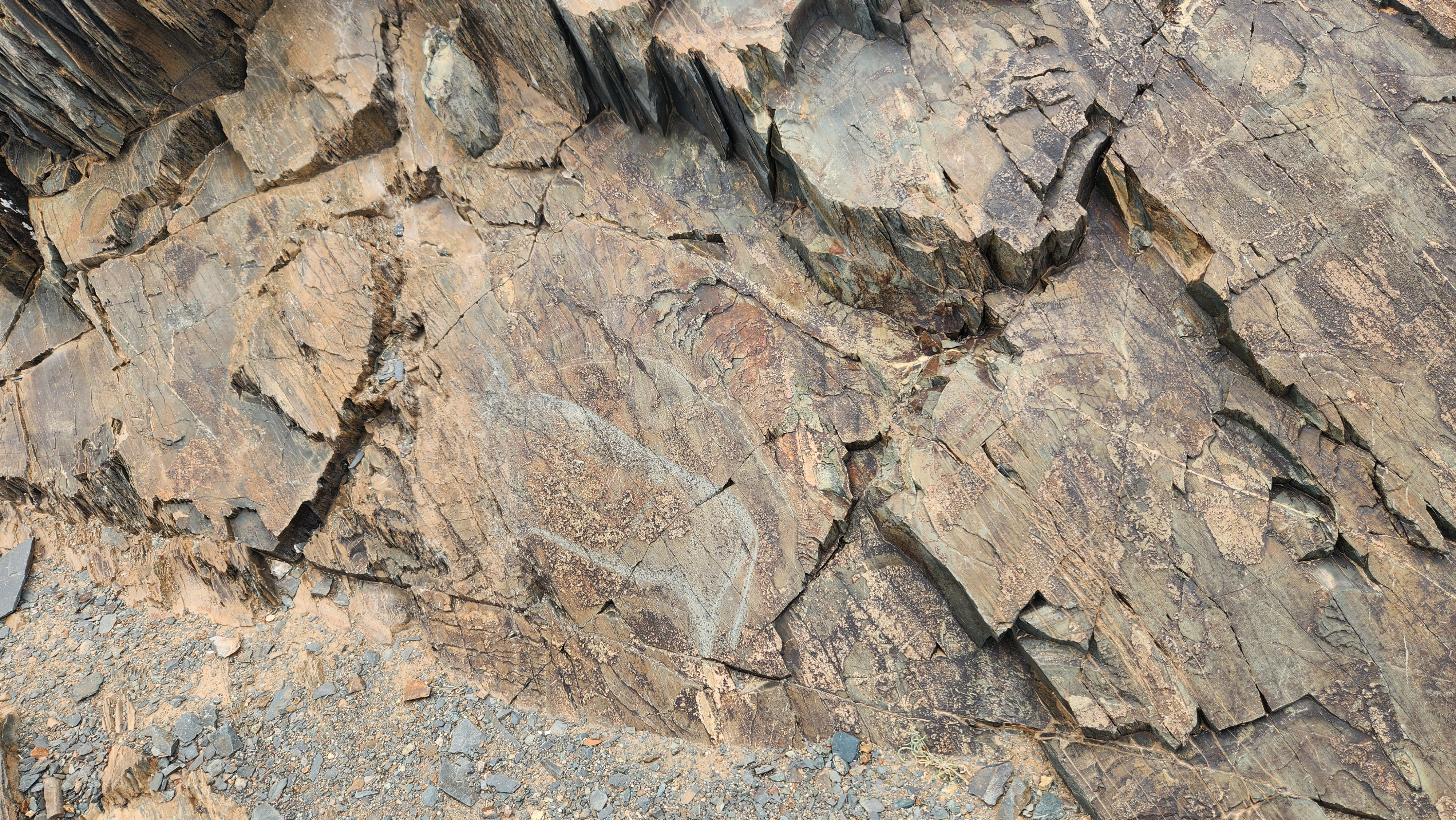
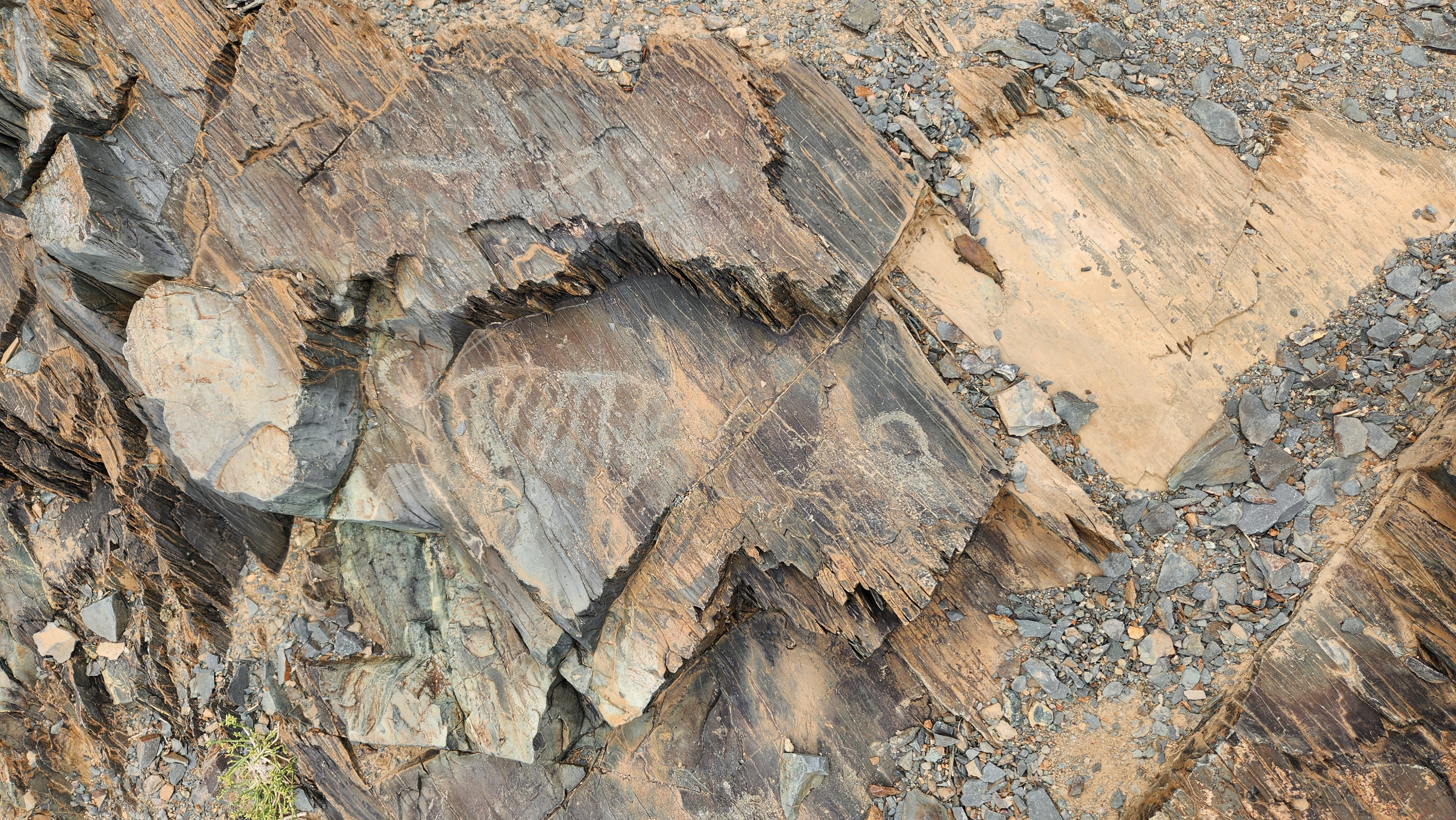
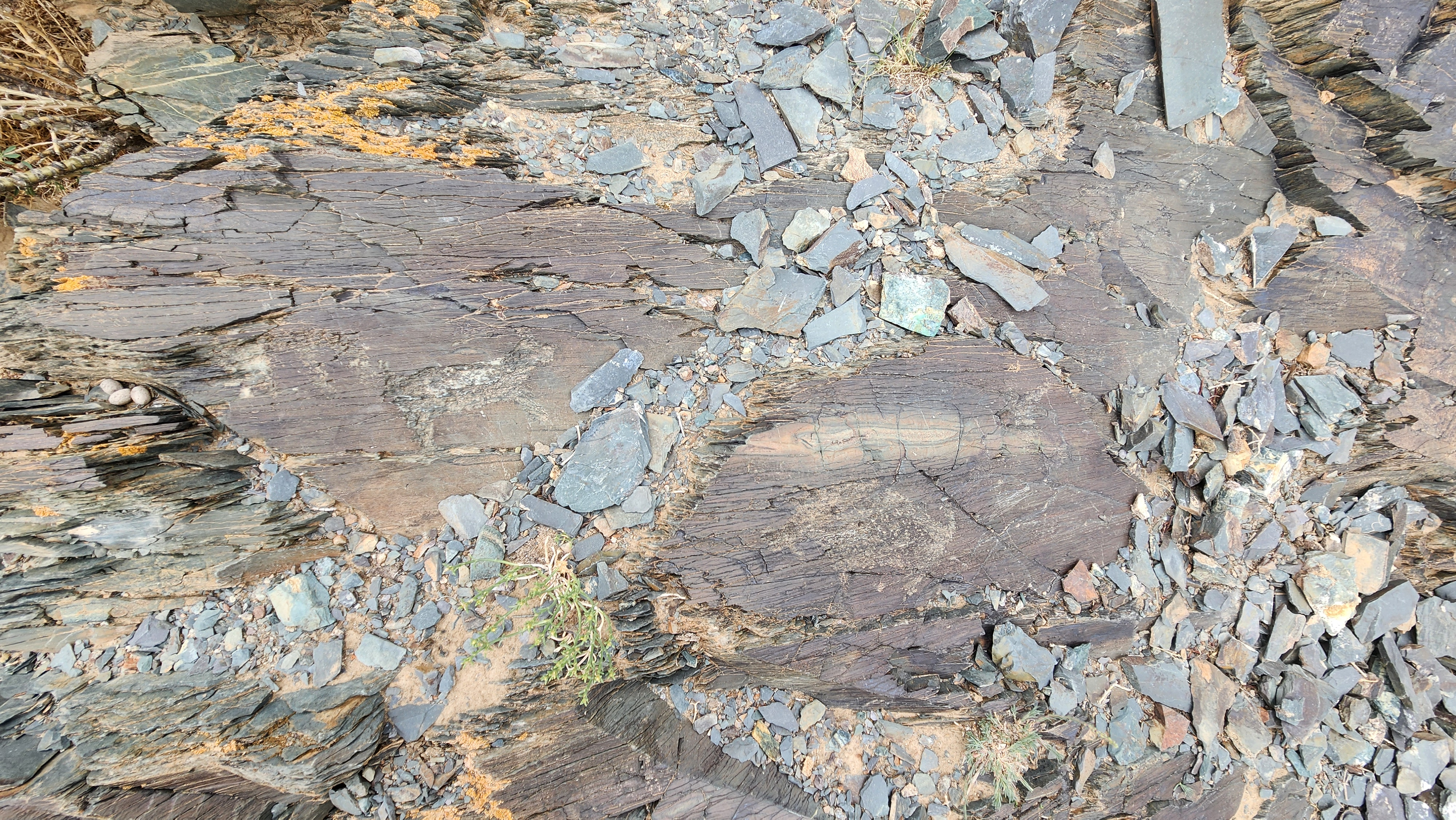
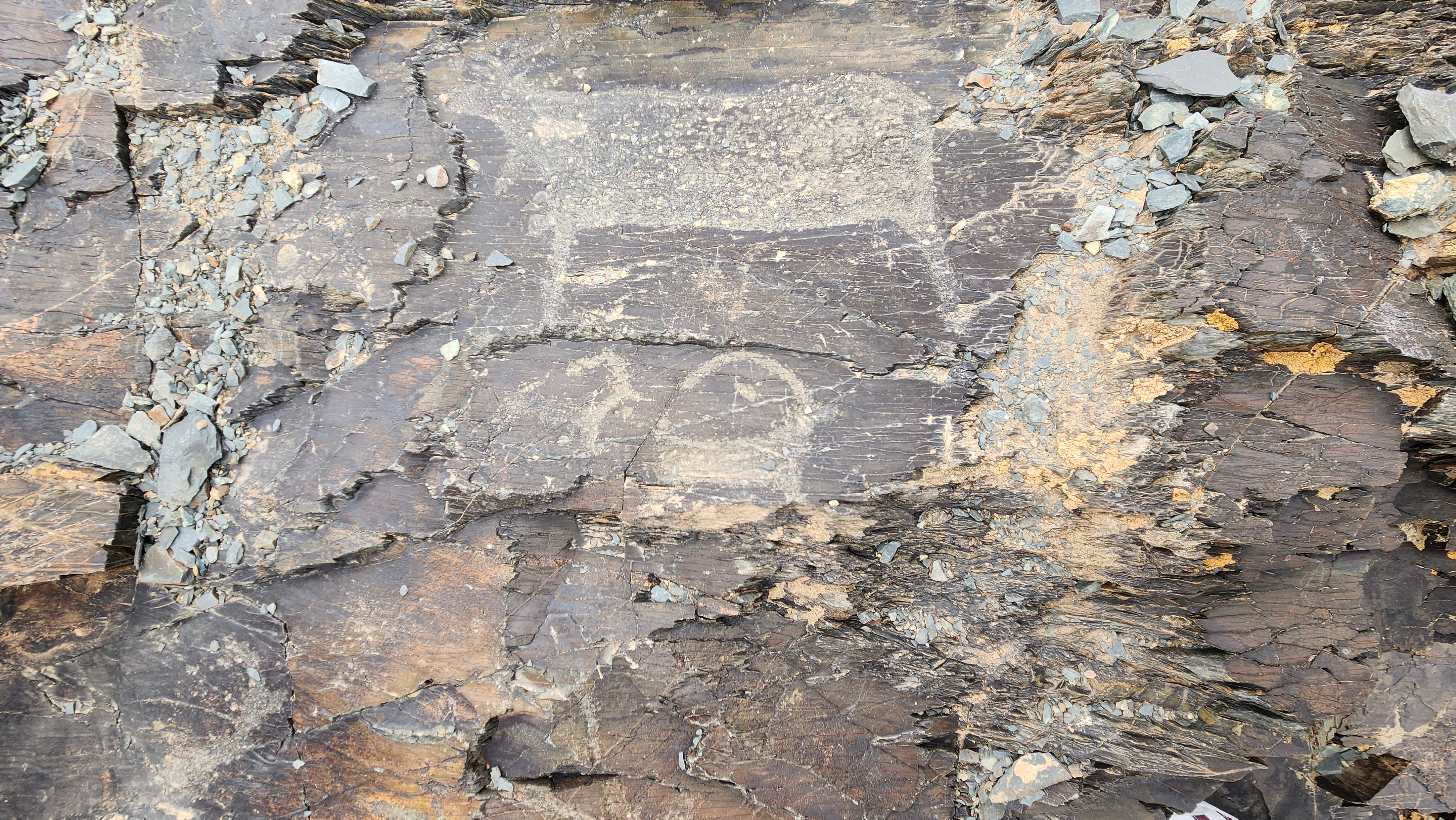
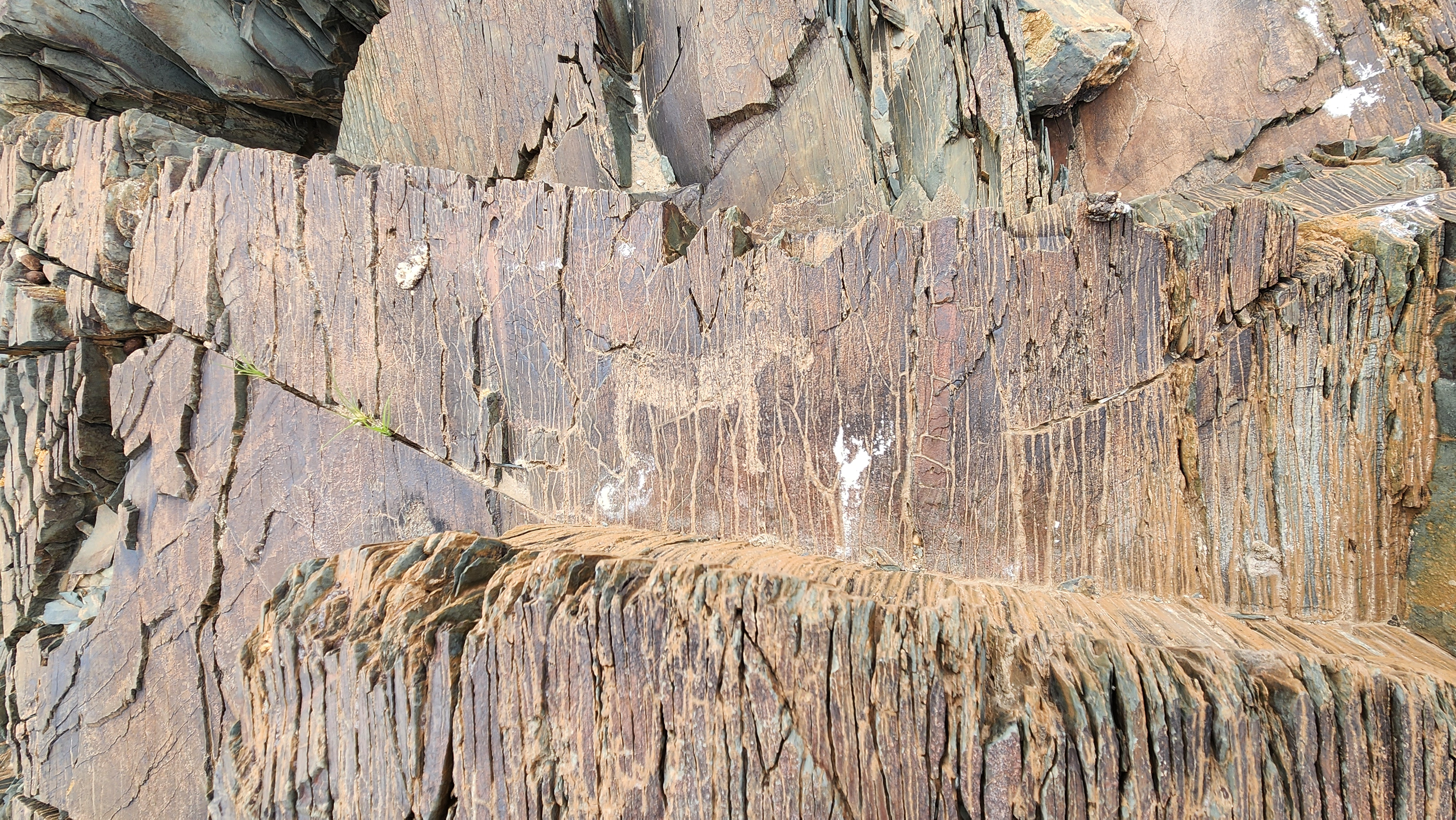
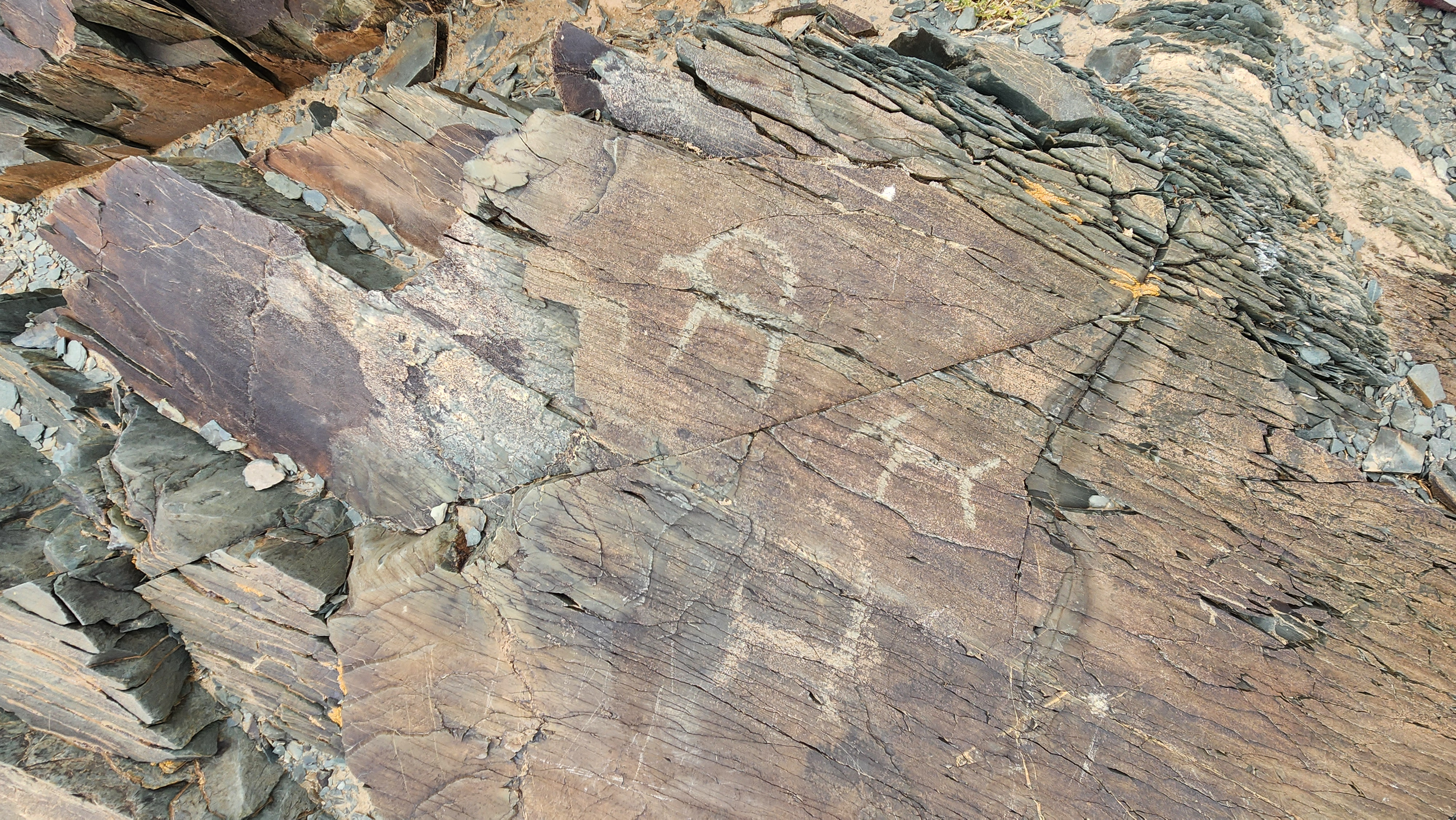
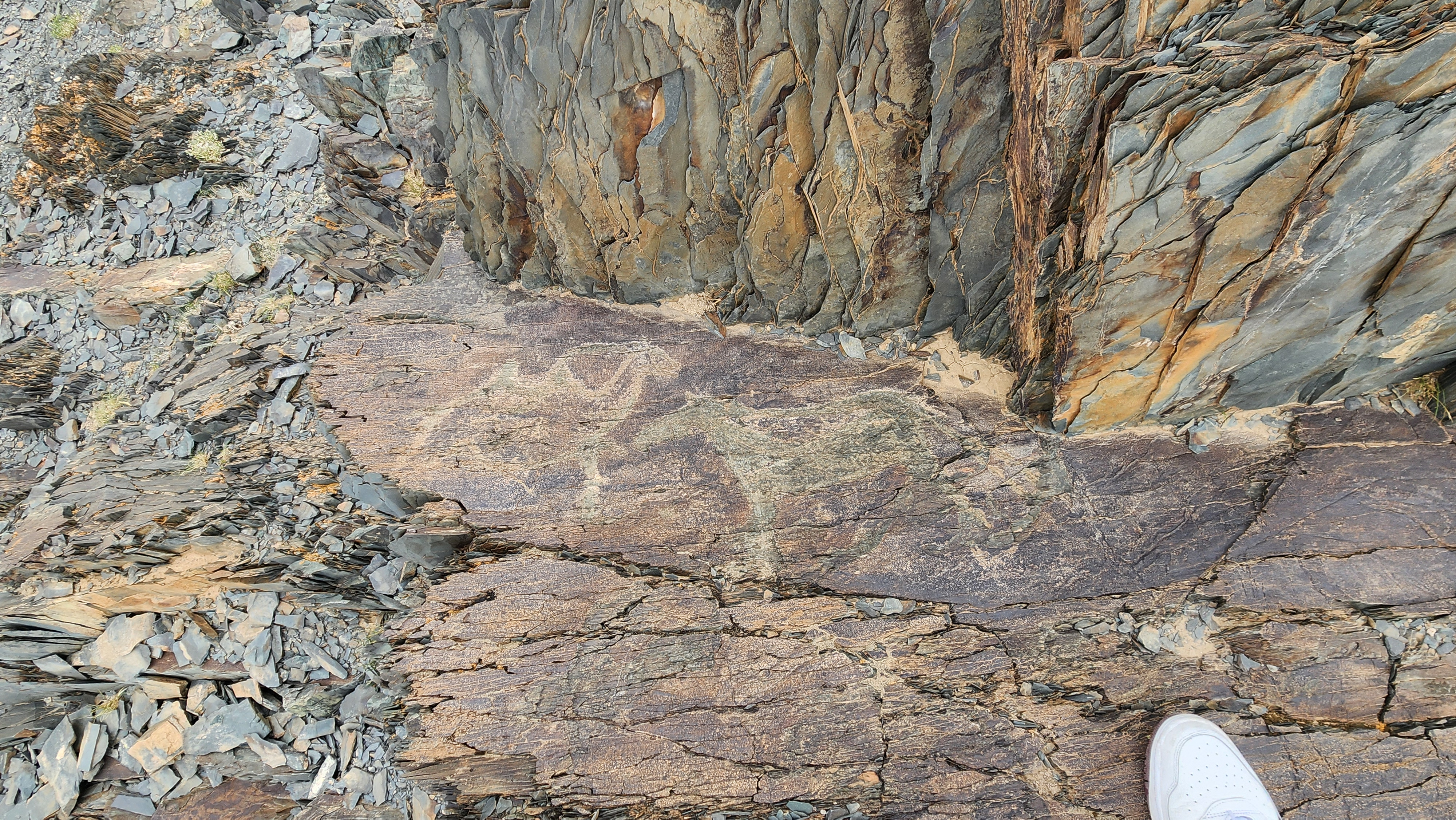
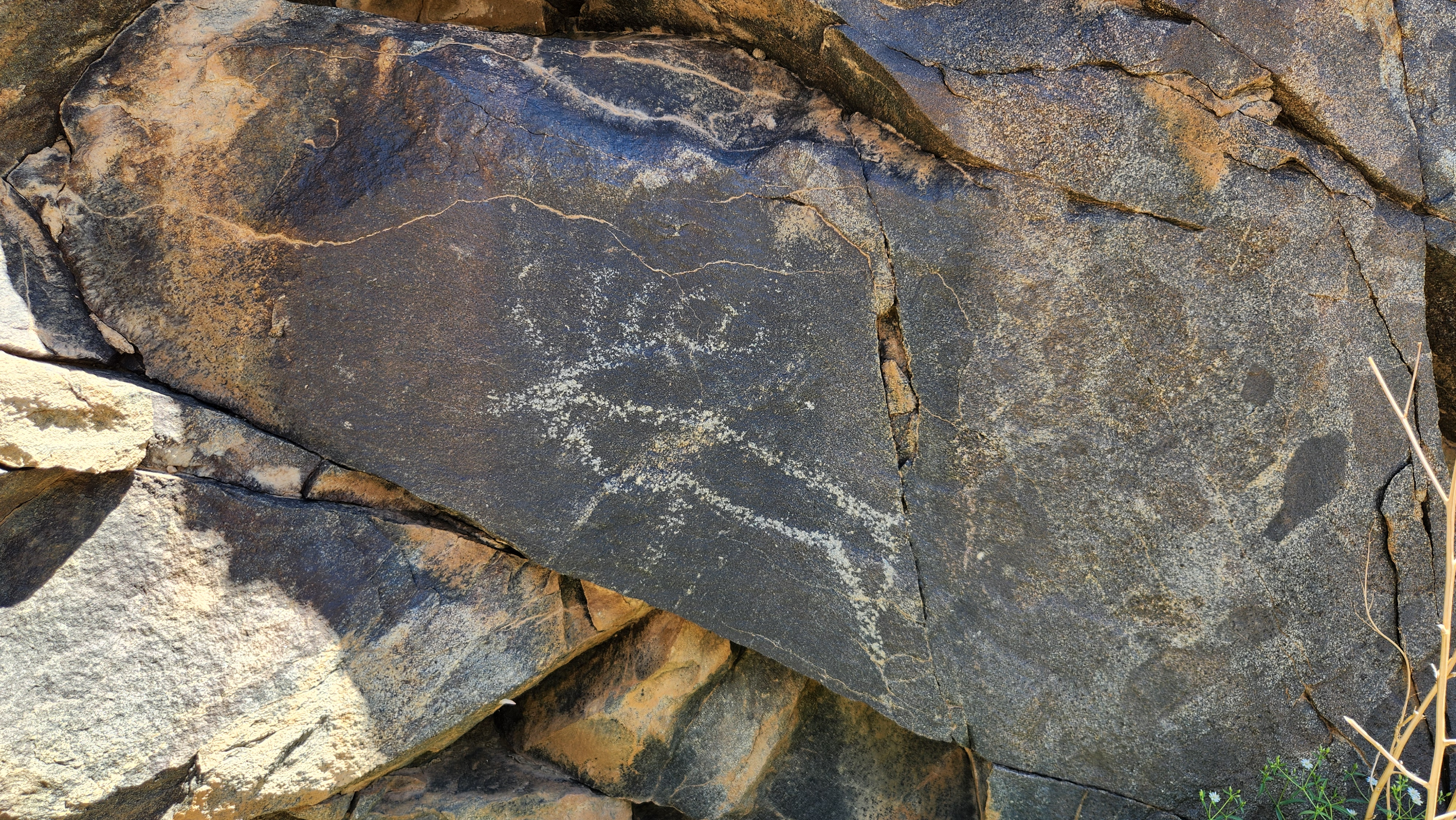
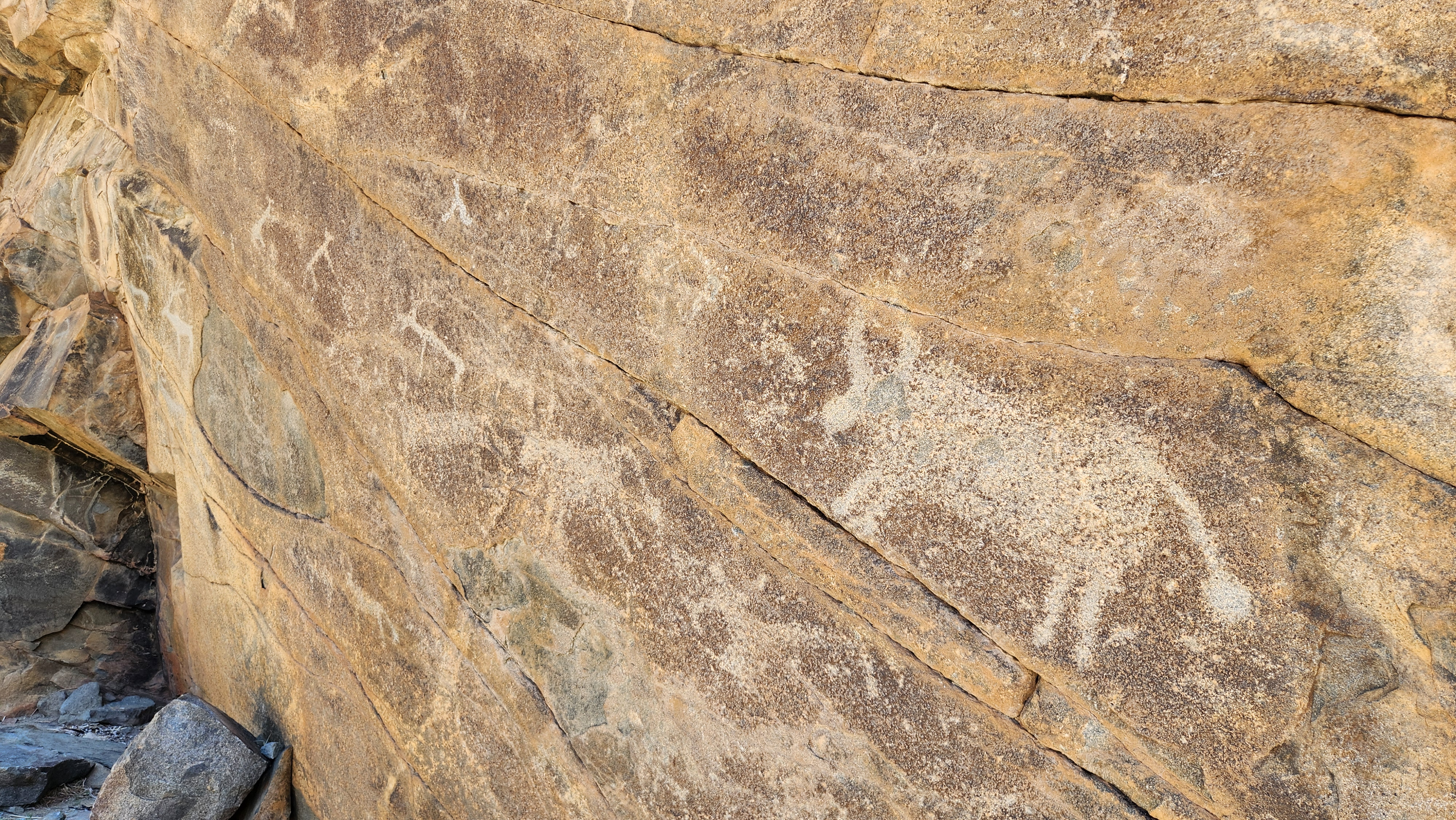
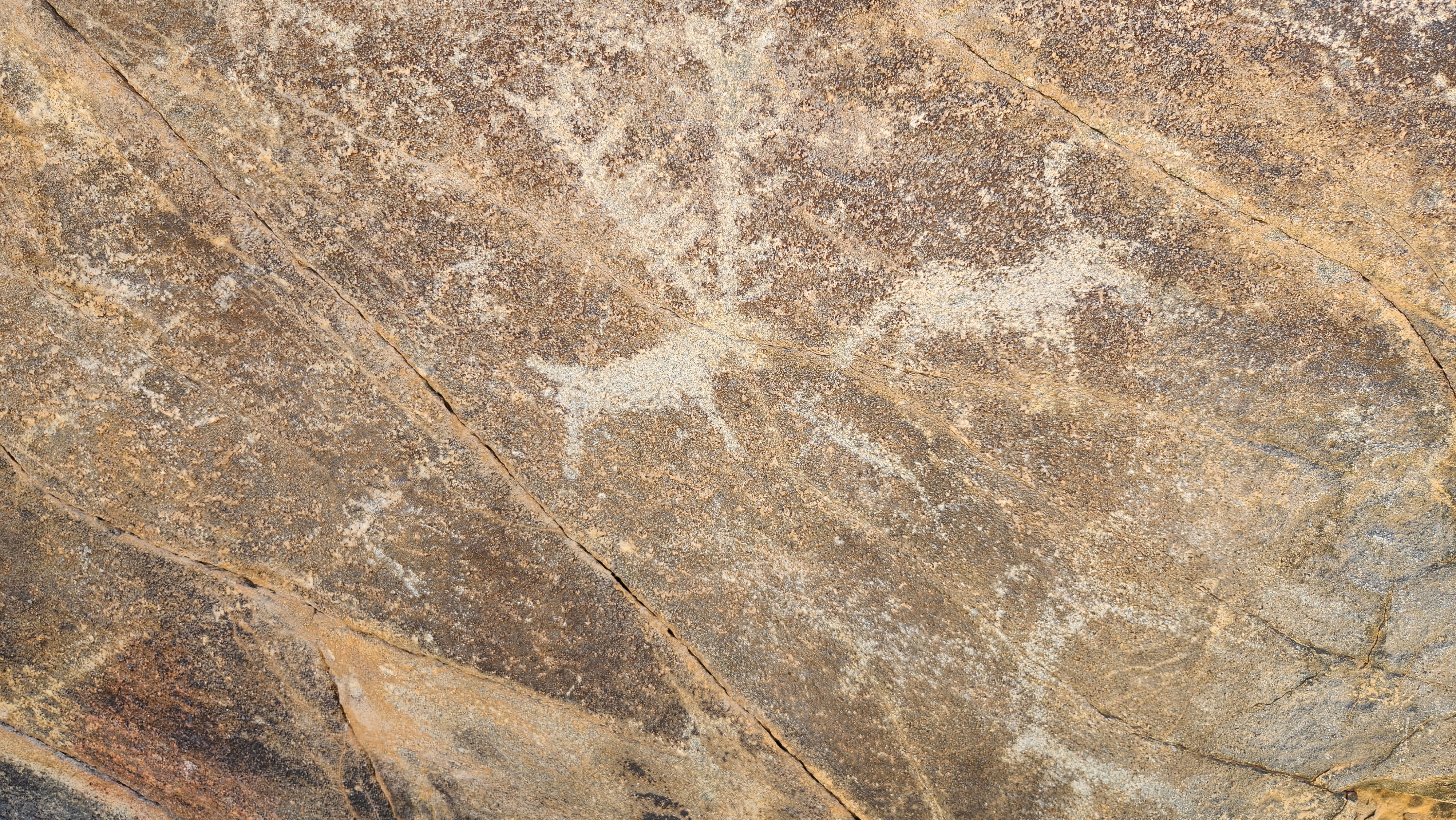
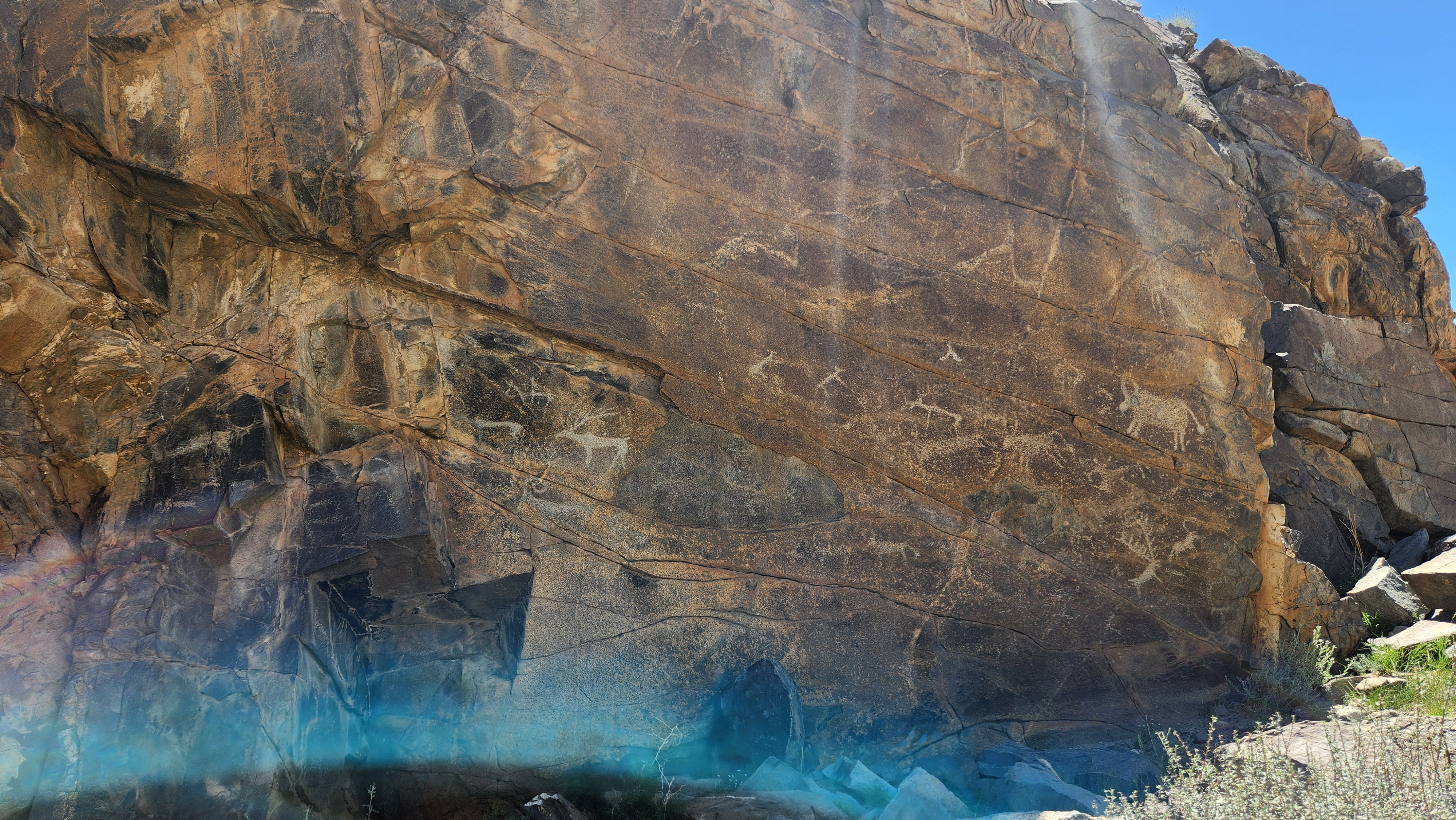
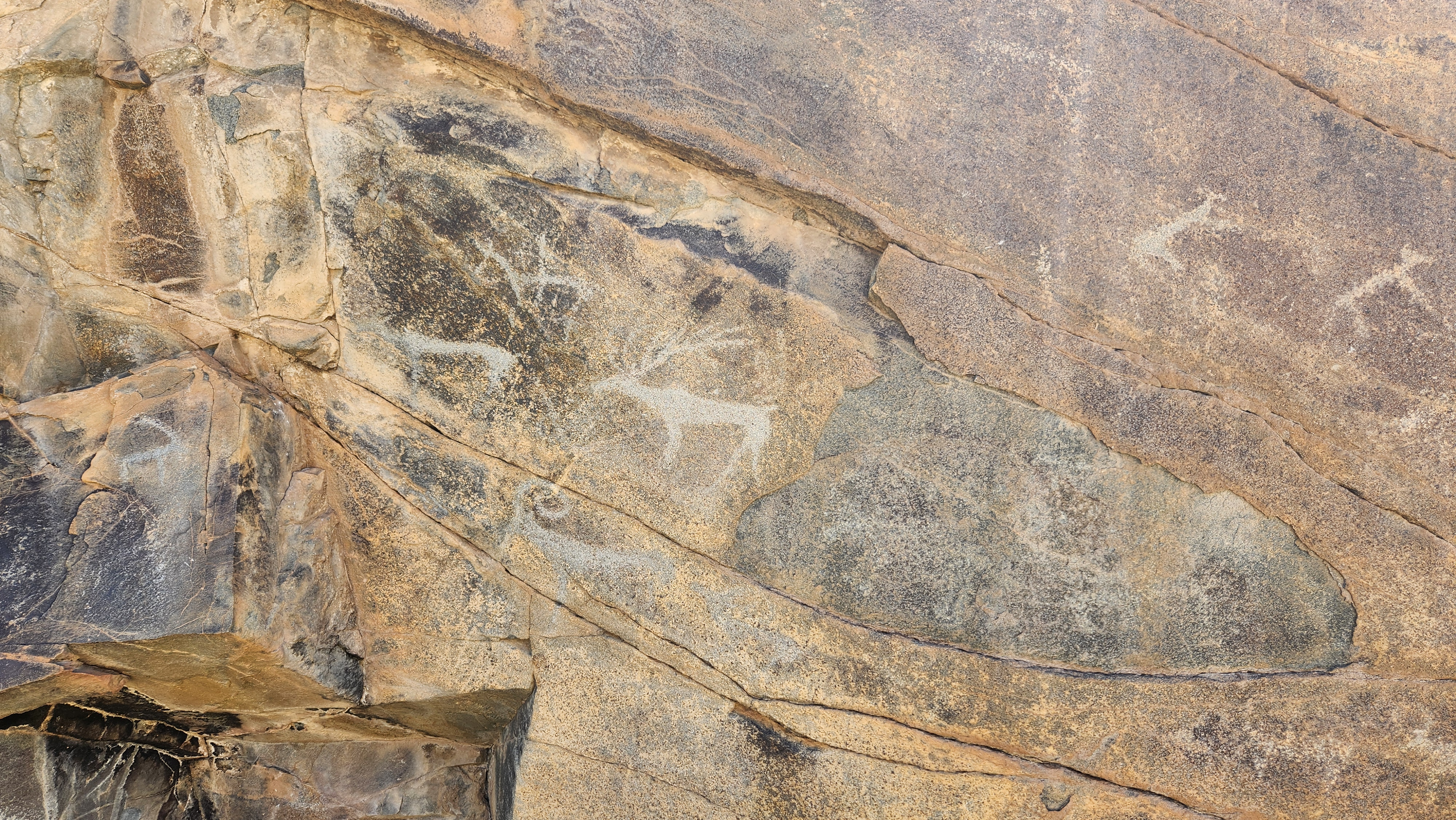
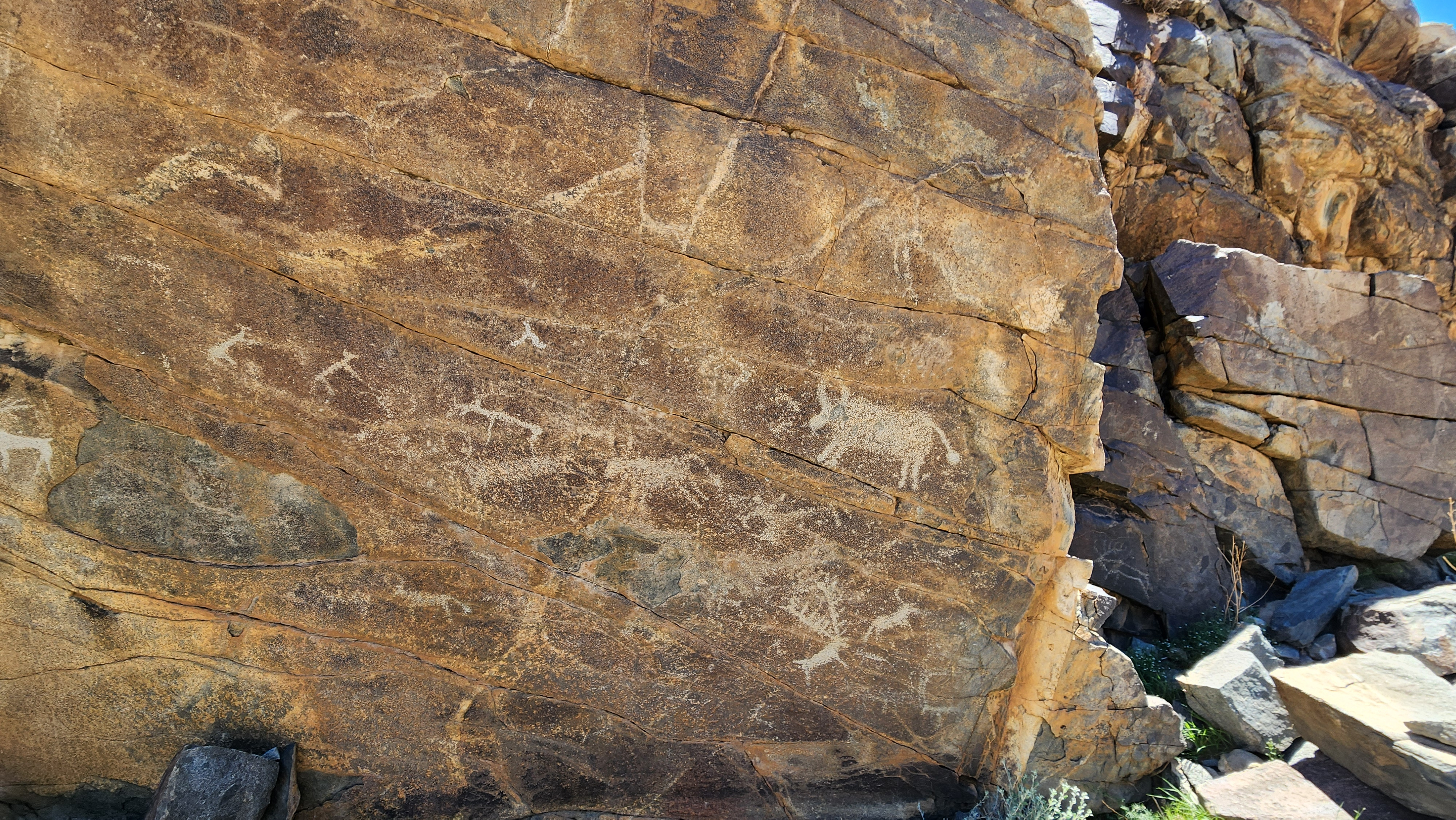
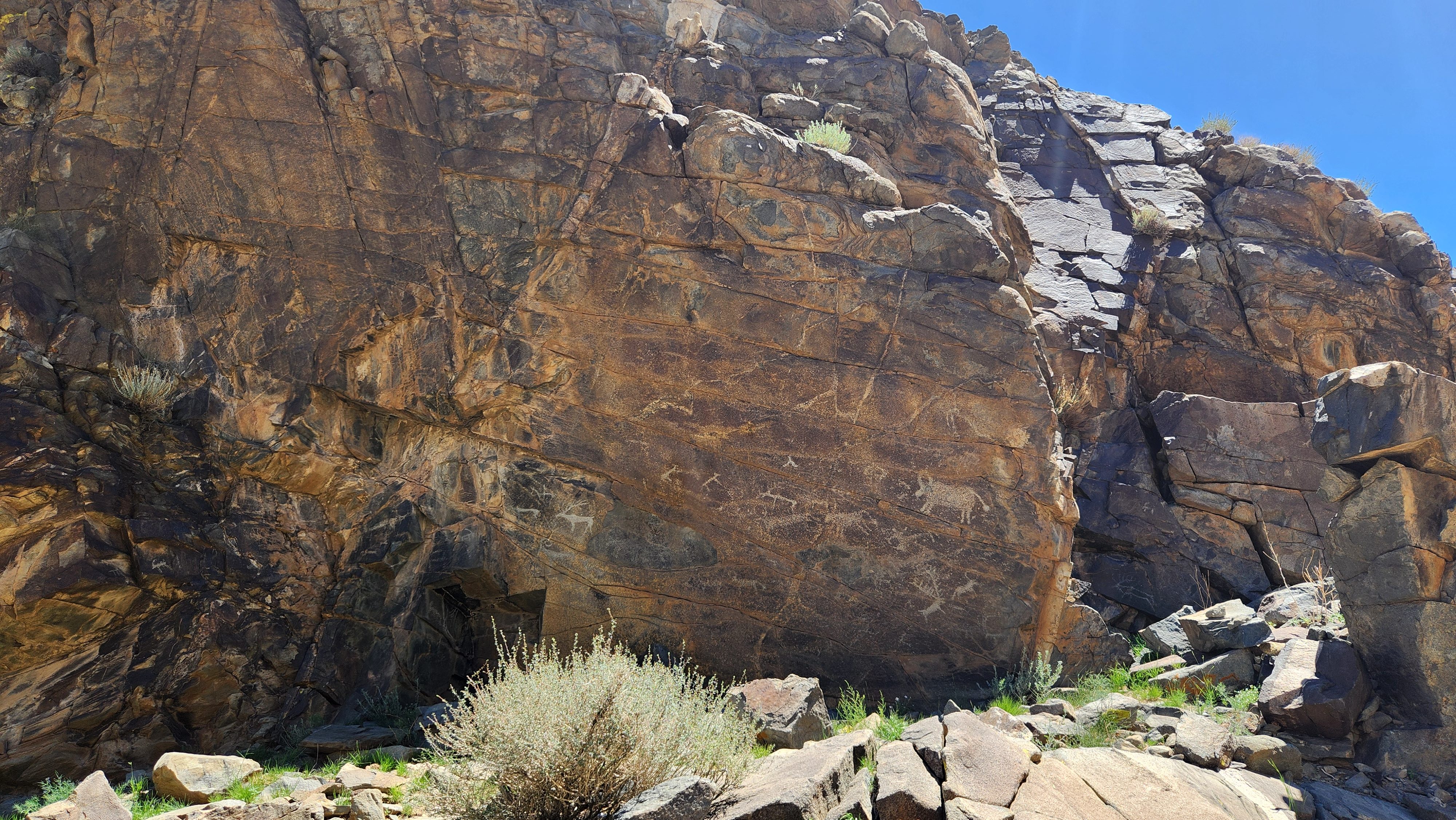